# Lijst van steden in Bhutan

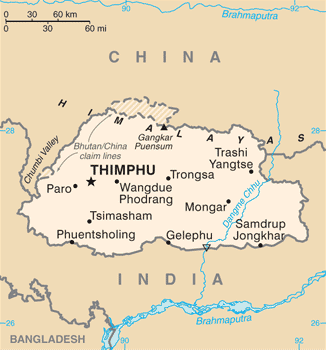
Kaart van Bhutan

Dit is een Lijst van steden in Bhutan.
- Chhukha
- Damphu
- Gasa Dzong
- Geylegphug
- Ha
- Jakar
- Lhuntshi
- Mongar
- Paro
- Pemagatsel
- Phuntsholing
- Punakha
- Samchi
- Samdrup Jongkhar
- Shemgang
- Taga Dzong
- Thimphu
- Tashigang
- Trongsa
- Wangdiphodrang

## De 10 grootste steden
| Rank | Stad             | Populatie (2017) | District         |
| ---- | ---------------- | ---------------- | ---------------- |
| 1.   | Thimphu          | 114.551          | Thimphu          |
| 2.   | Phuntsholing     | 27.658           | Chukha           |
| 3.   | Paro             | 11.448           | Paro             |
| 4.   | Geylegphug       | 9.858            | Sarpang          |
| 5.   | Samdrup Jongkhar | 9.325            | Samdrup Jongkhar |
| 6.   | Wangdue Phodrang | 8.954            | Wangdue Phodrang |
| 7.   | Punakha          | 6,262            | Punakha          |
| 8.   | Jakar            | 6.243            | Bumthang         |
| 9.   | Nganglam         | 5.418            | Pemagetshel      |
| 10.  | Samtse           | 5.396            | Samtse           |